# Kättilö

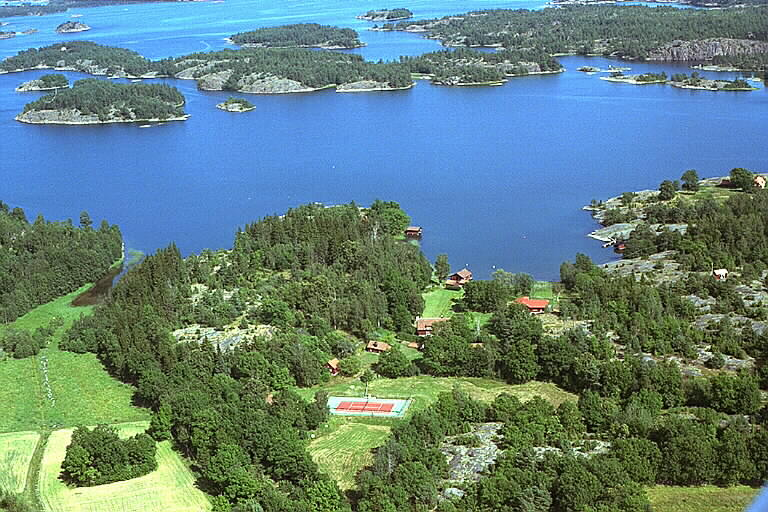
Flygfoto över en del av ön från 1991.

Kättilö är en ö i Gryts socken, Valdemarsviks kommun. Mellan Fångö och Kättilö är Barösund beläget. Ön har en yta på 1,3 kvadratkilometer.
Kättilö har fått sitt namn av det östgötska ordet för kittel, möjligen syftar det på de jättegrytor som finns på ön. Vid Kapelludden finns rester av en hamnanläggning och husgrunder från 1200-talet. Kättilö har även sedan gammalt varit lotsö, 1537 var skärbonden Olof på Kättilö lots. Lotsstationen vid Barösund på Kättilö anlades 1683. Det nuvarande byggnadsminnesmärkta Kättilö tullhus är från 1780-talet. 1871 bodde 66 personer på ön, sedan har antalet minskat, 1900 bodde 38 personer på ön, 2012 fanns fyra helårsboende. Antalet sommarboende är dock stort, omkring 200 personer.
Ön är bland annat känd för att Björn Borg tidigare ägde en fastighet på ön. Andra kända personer som ägt sommarhus på Kättilö är Curt Nicolin.  Ön är även sevärd för sina hagmarker, lövlundar samt ängs- och ljungmarker.